# Теплиця (притока Млинського потоку)
Тепліца (словац. Teplica) — річка в Словаччині, ліва притока Млинського потоку, протікає в окрузі Ліптовський Мікулаш.
Довжина приблизно 3,0—3,5 км. Витік лежить у масиві Ліптовська улоговина (геоморфологічна підодиниця Смречанська височина); на висоті близько 775 метрів. Протікає територією сіл Прібиліна і Ваврішово..
Впадає у Млинський потік на висоті приблизно 720—725 метрів.